# أوسكار كون
أوسكار كون (بالألمانية: Oskar Kuhn)‏ هو إحاثي ألماني، ولد في 7 مارس 1908 في ميونخ في ألمانيا، وتوفي في 1990.